# Antena kierunkowa

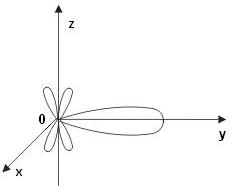
Charakterystyka szpilkowa

Antena kierunkowa – antena promieniująca prawie całą moc w jednym wyróżnionym kierunku. Zysk kierunkowy może wynosić nawet kilkadziesiąt dBi. Kształt charakterystyki promieniowania anteny jest przeważnie szpilkowy. Szerokość wiązki na poziomie połowy mocy (kąt połowy mocy) wynosi kilka-kilkanaście stopni. Dla porównania szerokość wiązki dipola półfalowego na poziomie połowy moc wynosi 78°.

## Przykłady anten kierunkowych
- antena ferrytowa
- antena ramowa
- antena rombowa
- antena tubowa
- antena Yagi-Uda
- antena śrubowa
- antena reflektorowa
- antena mikropaskowa
- antena Netusa